# Таверна ди Пињатаро Мађоре (Казерта)
Таверна ди Пињатаро Мађоре је насеље у Италији у округу Казерта, региону Кампанија.
Према процени из 2011. у насељу је живело 84 становника. Насеље се налази на надморској висини од 53 м.